# Либерализъм в Сърбия
Либерализмът в Сърбия е политическо движение, следващо идеологията на либерализма, появило се в Сърбия в началото на XIX век и съществуващо до наши дни.

## Възникване
За начало на сръбския либерализъм обикновено се приемат няколко текста на Божидар Груйович от първите години на Първото сръбско въстание. В тях той предлага устройството на бъдещата сръбска държава да се базира на принципи като личната свобода, политическата и правна сигурност, върховенството на закона, но проектите му остават без практически последствия.
През следващите десетилетия много общественици, сред които Вук Караджич и редица сърби от Австрийската империя, се застъпват за умерени либерални реформи на създадената абсолютна монархия в духа на ранния немски либерализъм – създаване на правова държава, независимост на съдебната система, ограничаване на властта на княза, гаранции за собствеността, но без да стигат до искания за демократизация. Тези идеи стават основа на Конституцията от 1869 година, базирана до голяма степен на конституцията на Кралство Прусия от 1849 година.
От средата на века ново поколение общественици, сред които младите университетски професори Димитрийе Матич и Коста Цукич, стават първите, определящи се като либерали. Те са привърженици на по-пълна форма на либерализма. Матич критикува полицейската държава и се обявява в защита на „правата на народа“ – лична свобода и политически и граждански права, ограничаващи държавния произвол. Цукич е скептичен към демократизацията, но критикува държавната роля в икономиката и се застъпва за широк икономически либерализъм.
Към същото поколение принадлежат и основоположниците на сръбския национален либерализъм, като Владимир Йованович, Йеврем Груич, Милован Янкович, Стоян Бошкович. Те заемат по-крайни позиции от Матич и Цукич, поставяйки в центъра на идеологията си концепцията за националния суверенитет, изразен чрез широко политическо представителство на народа, наред със стремежа към национално обединение. Те са теоретично повлияни от френския радикален либерализъм, но ключов стимул за формирането на движението им е унгарският национален либерализъм.

## Втората половина на XIX век
Повратна точка в сръбския обществен живот става Светоандрейската Скупщина, която, освен че успява да предизвика абдикацията на княз Александър Караджорджевич и смяната на управляващата династия, се превръща в трибуна на либералите, които излагат от нейната трибуна основните принципи на движението – народен суверенитет, приета от парламента конституция, гарантиране на личните и граждански свободи.
През 60-те години на XIX век като основен идеолог на сръбския либерализъм се налага Владимир Йованович. Той свързва основните либерални принципи с традиционните за сръбското селско общество равнопоставеност и социална солидарност в рамките на обществени структури като общини и задруги, представяйки автокрацията като резултат от чуждо влияние – византийско, османско или руско. По същото време Светозар Милетич основава във Войводина и първите сръбски либерални организации – „Омладина“ през 1866 година и Сръбската народна либерална партия през 1869 година.
Характерно за сръбското либерално движение от този период е неговата егалитарност и демократичност – идеята за народен суверенитет е неизменно свързвана с всеобщо право на глас, отхвърляне на социалните привилегии и предубеденост към социалното неравенство. В това отношение то се отклонява от преобладаващите възгледи на европейския либерализъм, където автори като Джон Стюарт Мил се опасяват, че незабавното въвеждане на общо гласоподаване би довело до „тирания на мнозинството“.
След убийството на княз Михаил Обренович през 1868 година властта в страната е поета от умерения либерал Йован Ристич, инициирал създаването на нова конституция. Ристич е скептичен към демократичните възгледи на крайните либерали и в създадения от него режим избирателните права и ролята на парламента са ограничени. Въпреки това много либерали я подкрепят като компромисно решение, най-вече защото утвърждава принципа за националния суверенитет като източник на самата конституция, като в същото време те получават значително влияние в управлението на страната.
След падането на власт на Ристич през 1880 година на власт идва друго либерално течение, организирано малко по-късно в Прогресивна (напредняшка) партия и водено от политици, като Милан Пирочанац и Стоян Новакович. Напредняците се обявяват за „истински либерали“, придържащи се към принципите на класическия либерализъм, но отхвърлят като „псевдолиберализъм“ идеите на ранните национални либерали за предполагаемата традиционна демократичност на сръбското общество, стремейки се към модернизация на обществения живот по западен образец. Те падат от власт след абдикацията на Милан Обренович през 1887 година и постепенно губят значението си.